# Evangeli de Judes
L'evangeli de Judes és un evangeli gnòstic escrit en copte, el text del qual va ser parcialment reconstruït el 2006. Té un notable focus positiu sobre la persona de Judes Iscariot qui, segons els evangelis canònics, va trair Jesucrist a les autoritats romanes, que el crucificaren. Ara per ara, cap altra prova històrica no dona suport a aquest evangeli, ni als evangelis de la Bíblia. Es coneixen vora una cinquantena d'obres que pretenen haver estat evangelis de l'Església primitiva, però només hi ha informació addicional per a vint d'aquests evangelis, quatre dels quals són els Evangelis canònics: els de Mateu, Marc, Lluc i Joan. L'evangeli de Judes és un dels altres setze evangelis sobre els quals s'ha conservat informació històrica en escrits primerencs de l'Església. Com a evangeli gnòstic, aquests escrits tardans defensen que el «coneixement secret» és la clau de l'ascensió cap al cel, una heretgia ben coneguda que l'església cristiana ortodoxa perseguia aleshores i que va aconseguir eliminar.
L'únic manuscrit conegut, el Còdex Tchacos, que inclou el text d'aquest evangeli va aparèixer als anys 1970, després de 1.700 anys al desert d'Egipte com un manuscrit de papir enquadernat en pell. Els papirs en què està escrit l'evangeli són fragmentaris. Hi falten seccions, de vegades paraules aïllades i moltes línies. Això és degut segurament a l'atac del pas del temps i dels elements. El còdex tenia inicialment 62 pàgines, però quan va arribar al mercat el 1999, només en quedaven 26, ja que se n'havien separat algunes per posar-les a la venda individualment. De tant en tant apareixen i s'identifiquen les pàgines que falten.
Aquest únic manuscrit conegut va ser datat amb radiocarboni entre 220 i 340 dC. Això és, de 200 a 300 anys després de la data bíblica de la resurrecció de Jesús, i fa que alguns dubtin sobre la veracitat històrica de l'obra. Tanmateix, altres han assenyalat que no se sap si el manuscrit de l'evangeli de Judes n'és la primera còpia. A més, se sap que Sant Ireneu, savi de l'església primitiva, es va referir a l'«evangeli de Judes» en una data tan reculada com el 180. No se sap exactament quant de temps abans d'aquell any es va escriure l'evangeli de Judes, però és gairebé segur que l'autor de l'evangeli de Judes no va ser el mateix Judes.

## Contingut

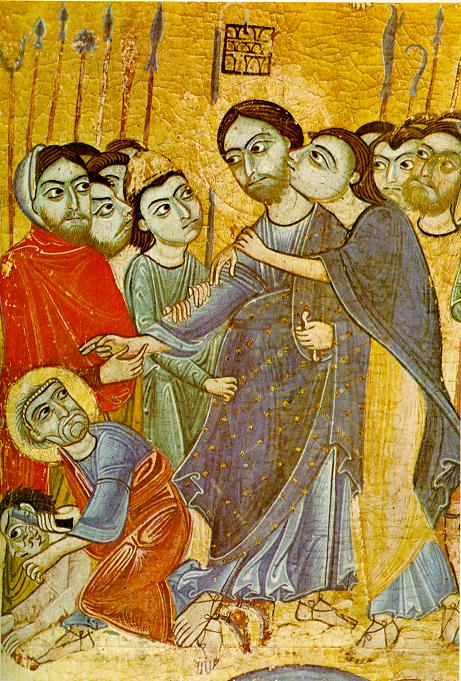
El bes de Judes Iscariot, anònim del, Galeria dels Uffizi, Florència

Ireneu, un dels primers bisbes de Lió, es va referir al contingut de l'evangeli de Judes a l'obra Adversus haereses («contra les heretgies»), escrita devers el 180, i va dir que alguns declaren que Caín derivà el seu ésser del Poder de dalt, i reconeixen que Esaú, Corè, els sodomites i les persones d'aquesta mena estan relacionades amb ells mateixos […] Declaren que Judes el traïdor estava completament assabentat d'aquestes coses i que, ell sol, coneixent la veritat com els altres no ho feien, va acomplir el misteri de la traïció; per ell totes les coses, tant del cel com de la terra, foren així llençades a la confusió. Elaboren una història fictícia d'aquest tipus, que anomenen l'«Evangeli de Judes».
Això fa referència als caïnites, una secta del gnosticisme que honoren Caín com un heroi. Els caïnites, com un gran nombre de grups gnòstics, eren semimalteistes i creien que el déu de l'antic testament, Jahvè, era maligne i un ésser molt diferent i menor a la deïtat que realment va crear l'univers, i que va ser el responsable d'enviar Jesús. Aquests grups gnòstics honoraven com a herois totes les figures bíbliques que havien intentat descobrir coneixement o reptar l'autoritat de Jahvé, alhora que demonitzaven els qui eren vists com a herois en una interpretació més ortodoxa. Alguns dels caïnites sostenien que Judes actuà com ho va fer per tal que la humanitat fos redimida per la mort de Jesús. Per aquesta raó, el consideraven digne de gratitud i veneració. En aquesta teoria se suggereix que Judes, com els altres deixebles, volia un regne temporal del Messies («l'ungit»). A més, se suggereix que Judes no va avançar la mort de Jesús, sinó que més aviat va voler precipitar una crisi política i accelerar l'hora de la victòria, pensant que la detenció de Jesús provocaria un aixecament del poble, que l'alliberaria i el coronaria. En defensa d'aquesta idea, apunten al penediment immediat de Judes després de sentir que Jesús era condemnat i transferit als romans. Aquestes teories estan en contradicció amb la doctrina majoritària de l'Església, tal com es deriva de les escriptures canòniques.
Aquesta heretgia caïnita sempre ha estat un punt delicat històricament per a l'església ortodoxa. L'església cristiana sempre ha mantingut que Jesús va suportar la passió i la mort lliurement, per causa dels pecats de la humanitat i de l'amor infinit, per tal que tothom pogués tenir l'oportunitat d'assolir la salvació. Per tant, la traïció de Judes a Jesús, fins i tot des d'un punt de vista ortodox, es pot considerar només com una traïció personal i una violació de la posició de Judes com a apòstol, i no com una violació doctrinal. També, l'Evangeli segons Joan, a diferència dels Evangelis sinòptics, conté una frase enigmàtica de Jesús a Judes, quan aquest abandona l'Últim sopar per posar en marxa el procés de traïció: «Allò que estàs fent, fes-ho de pressa» (Jn 13:27). Dos segles després de la queixa d'Ireneu, Epifani de Salamis, bisbe de Xipre, va criticar l'evangeli de Judes perquè aprova la persona que, segons ell, era el traïdor de Jesús, i perquè considera que «va executar una bona feina per la nostra salvació». [Haeres., xxxviii]
El fragment del manuscrit que va poder ser traduït per erudits posteriors conta que Judes era el deixeble preferit de Jesús, possiblement amb la intenció que fos interpretat com el «deixeble estimat». Igual que molts escrits gnòstics, que anaven destinats només a aquells que havien assolit un cert nivell d'iniciació, l'evangeli de Judes volia ser un informe secret, concretament «l'informe secret de la revelació que Jesús va fer en conversa amb Judes Iscariot».
Encara que al llarg del temps molts filòsofs han considerat la idea que es demanàs a Judes que dugués a terme les seves accions per tal que Jesús morís a la creu i, per tant, complís les seves obligacions teològiques, aquesta postura ha estat condemnada sovint com herètica i no ha tingut el suport de cap narració canònica. Malgrat això, l'evangeli de Judes no només afirma que les accions de Judes eren necessàries, sinó que Judes actuava a les ordres del mateix Jesús. L'evangeli de Judes explica que Jesús va dir a Judes: «Seràs maleït durant generacions». L'evangeli afegeix a aquesta conversa que Jesús va dir a Judes «els governaràs a tots» i que "Els depassaràs a tots. Per tu se sacrificarà l'home del qual estic revestit».
A diferència dels evangelis canònics, que conten la vida de Jesús en forma de narració, l'evangeli de Judes pren la forma menys estructurada d'una col·lecció de dites atribuïdes a Jesús i diàlegs breus entre Jesús i Judes sense que estiguin encastats dins de cap narració ni cap context manifest, ja sigui filosòfic o retòric.
Igual que el Judes retratat als evangelis canònics, el Judes de l'evangeli de Judes conversa amb els escribes que intenten detenir Jesús i rep diners d'ells després d'haver-los lliurat Jesús. Però, contràriament als evangelis canònics, que retraten Judes com un personatge dolent i criticat durament per Jesús («Ai del qui traeix el Fill de l'Home! Més li valdria no haver nascut!», Mc 14:21; Mt 26:24), l'evangeli de Judes el mostra com un instrument diví destinat a un gran i determinat propòsit: «Els darrers dies maleiran la teva ascensió a la sagrada generació».
A l'evangeli de Judes, Jesús afavoreix Judes, dient «Allunya't dels altres i t'explicaré els misteris del regne», i més tard «Mira, t'ho he explicat tot. Aixeca els ulls i mira el núvol i la llum que hi ha dins i les estrelles que l'envolten. L'estrella que comanda la fila és la teva estrella».
Els estudiosos musulmans assenyalen que el descobriment del nou manuscrit és una prova històrica de la narració alcorànica que havia de ser realment un dels deixebles estimats de Jesús —concretament Judes— qui morís a la creu. Citen trossos del manuscrit que descriu Jesús lloant Judes, dient «Tu els depassaràs a tots», i que a Judes «li sabria molt de greu» poder pujar al cel. Tanmateix, l'Alcorà no fa cap esment de Judes, ni l'evangeli de Judes diu que Judes fos crucificat.

## Aparició pública del manuscrit
No hi va haver cap rastre de l'escrit desaparegut fins que un evangeli de Judes copte va aparèixer al «mercat gris» de les antiguitats, inicialment vist en circumstàncies obscures en una habitació d'hotel a Ginebra el maig de 1983, quan va ser trobat enmig d'un grup de manuscrits coptes oferts a Stephen Emmel, doctorand de la Universitat Yale encarregat per la Universitat Metodista del Sud per inspeccionar els manuscrits. No s'ha documentat clarament com es va trobar aquest còdex.
Devers el 1970, el manuscrit i la majoria dels altres objectes del comerciant varen ser robats per un negociant grec anomenat Nikolas Koutoulakis, trets d'Egipte i portats secretament a Ginebra. Hannah va aconseguir recuperar el còdex en coordinació amb comerciants d'antiguitats de Suïssa. Després el va mostrar a experts que en reconegueren el valor, però li va costar dues dècades trobar un comprador que volgués pagar el preu demanat de 3 milions de dòlars. Durant aquest temps, el manuscrit va ser ofert moltes vegades però cap biblioteca va tenir coratge de comprar un manuscrit tan dubtós. El còdex de 62 pàgines relligat amb pell va arribar a ser adquirit per la Fundació Maecenas de Basilea, una fundació privada dirigida per l'advocat Mario Jean Roberty. Els posseïdors anteriors diuen ara que va ser descobert a Al Minya Muhafazat al Minya (Egipte) durant els 1950 o 1960, i que no se n'ha apreciat el valor fins fa poc. Cal notar que alguns altres llocs han estat esmentats en altres negociacions.
Rodolphe Kasser va fer pública l'existència del text en una reunió d'especialistes en llengua copta a París, el juliol de 2004. En una declaració feta el 30 de març de 2005, un portaveu de la Fundació Maecenas va anunciar plans per publicar-ne traduccions en anglès, francès i alemany, després que els fràgils papirs haguessin estat sotmesos a treballs de conservació per un grup d'especialistes en història copta, que havia de ser dirigit per un antic professor de la Universitat de Ginebra (Kasser), i que serien publicats aproximadament al cap d'un any. El gener de 2005 A. J. Tim Jull, director del laboratori AMS de la National Science Foundation i Gregory Hodgins, ajudant de recerca, anunciaren que el procés de datació amb radiocarboni havia datat cinc mostres del manuscrit entre el 220 i el 340 dC. Això situa el manuscrit copte entre el tercer i el quart segle, un segle abans del que s'havia pensat a partir d'anàlisis del text. El gener de 2006, Gene A. Ware, del laboratori papirològic d'obtenció d'imatges de la Universitat Brigham Young va fer proves a Suïssa i en va confirmar l'autenticitat.
Durant dècades, el manuscrit no ha estat manipulat amb cura: algunes pàgines es poden haver extraviat al mercat d'antiguitats (va aparèixer mitja pàgina el gener febrer de 2006 a Nova York), i es creu que el text és complet en tres quartes parts. Roberty ha declarat: «Després de finalitzar la recerca, tot serà retornat a Egipte. L'obra hi pertany i hi serà conservada de la millor manera possible».

### Resultats i reaccions
El professor Rodolphe Kasser va revelar alguns detalls sobre el text el 2004, segons el diari neerlandès Het Parool. El llenguatge és el mateix dialecte sahídic de la llengua copta en què estan escrits els textos coptes de la biblioteca Nag Hammadi. L'evangeli de Judes es va trobar per primera vegada en el còdex Tchacos, que també conté una «Epístola a Felip», atribuïda a Pere (n'hi ha una variant a la col·lecció Nag Hammadi) i el "Primer i Segon Apocalipsi de Jaume" (també conegut per Nag Hammadi). Fins a un terç del còdex és actualment illegible.
Se n'havia de publicar un article científic el 2005 però es va ajornar. La National Geographic Society va anunciar la finalització de la restauració i la traducció en una conferència de premsa a Washington D.C., el 6 d'abril de 2006, i el manuscrit mateix va ser mostrat aleshores a la seu de la National Geographic Society, acompanyat per un reportatge especial per a la televisió titulat The Gospel of Judas, emès pel canal National Geographic el 9 d'abril. Televisió de Catalunya va adquirir-ne els drets i el va emetre el 12 d'abril de 2006.
Terry Garcia, un executiu vise-president de la National Geographic Society va afirmar que el còdex és considerat per erudits i científics com el text més antic, no bíblic, que s'ha trobat de 1940 ençà. Tanmateix, el seu anunci va ser rebut amb alguns dubtes i amb una resposta generalment tèbia.
James M. Robinson, un dels principals experts nord-americans sobre aquest tipus de texts religiosos antics, va predir que el nou llibre no oferiria cap detall nou sobre el deixeble que va trair Jesús, ja que, encara que el document sigui antic, com que és del segle tercer, el text no és prou antic. El document era conegut abans de ser descobert perquè Ireneu de Lió, bisbe de Lió, el va titllar d'herètic l'any 180. Ireneu va dir que els escrits venien d'una secta gnòstica caïnita que va combatre contra la cristiandat mentre esdevenia ortodoxa. En la seva crítica, Ireneu acusava els caïnites de lloar l'assassí bíblic Caín, els sodomites i Judes, a qui consideraven posseïdor de misteris secrets. Malgrat tot, Robinson també va suggerir que el text seria molt valuós per als estudiosos dedicats al segle segon, però no perquè donés una comprensió major de la bíblia.
National Geographic va respondre a les crítiques de Robinson dient que «és irònic» que plantegi aquestes qüestions quan «durant anys, ha intentat sense èxit adquirir el còdex ell mateix, i ha publicat el seu propi llibre l'abril [de 2006], tot i no tenir accés directe als materials».